# Эндорфины
Эндорфи́ны (эндогенные (др.-греч. ἐνδογενής ‘рождённый внутри’) + морфины (от имени древнегреческого бога Морфея (др.-греч. Μορφεύς ‘формирующий [сны]’)) — группа полипептидных химических соединений, по способу действия сходных с опиатами (морфиноподобными соединениями), которые естественным путём вырабатываются в нейронах головного мозга и обладают способностью уменьшать боль, аналогично опиатам, и влиять на эмоциональное состояние.

## Основные понятия
Природные опиоидные пептиды (эндогенные лиганды опиатных рецепторов) выделены впервые в 1975 году из мозга млекопитающих. Это были так называемые энкефалины — лейцин-энкефалин H2N-Tyr-Gly-Gly-Phe-Leu-COOH (молекулярная масса 556) и метионин-энкефалин H2N-Tyr-Gly-Gly-Phe-Met-COOH (молекулярная масса 574), представляющие собой пептиды, различающиеся лишь концевым С-остатком. Из экстрактов тканей гипофиза и гипоталамуса млекопитающих выделены и другие опиоидные пептиды, получившие групповое название эндорфины. Все они в N-концевой области молекулы содержат обычно остаток энкефалина.
Все эндогенные опиоидные пептиды синтезируются в организме в виде крупных белков-предшественников, из которых они освобождаются в результате протеолиза. Известны три различных белка-предшественника опиоидных пептидов: проэнкефалин, проопиомеланокортин и продинорфин. Пространственное строение энкефалинов сходно с морфином. Энкефалины и эндорфины обладают обезболивающим действием (при введении их непосредственно в мозг), снижают двигательную активность желудочно-кишечного тракта, влияют на эмоциональное состояние. Действие опиоидных пептидов исчезает через несколько секунд после введения налоксона — антагониста морфина.
Одновременно с осуществлением полного химического синтеза природных опиоидных пептидов интенсивно изучаются их разнообразные синтетические аналоги. Особое внимание уделяется синтезу аналогов опиоидных пептидов, обладающих повышенной устойчивостью к действию протеолитических ферментов. Некоторые синтетические аналоги опиоидных пептидов проявляют морфиноподобную активность при периферическом введении.
Механизмы опиатной наркомании включают конкурентное связывание наркотических веществ с рецепторами эндорфинов.
Структурная формула эндорфина из 31 аминокислот: NH2-Tyr-Gly-Gly-Phe-Met-Thr-Ser-Glu-Lys-Ser-Gln-Thr-Pro-Leu-Val-Thr-Leu-Phe-Lys-Asn-Ala-Ile-Ile-Lys-Asn-Ala-His-Lys-Lys-Gly-Gln-COOH
Эндорфины часто возникают «в связке» с выделением адреналина. При долгих тренировках в организме выделяется адреналин, усиливается боль в мышцах, и вследствие этого начинают вырабатываться эндорфины, которые уменьшают боль, повышают реакцию и скорость адаптации организма к нагрузкам.

## Функции
Выработка эндорфинов увеличивается в ответ на стресс, — как защитная реакция, с целью обеспечения физиологического выхода из стресса, то есть без срыва адаптации и без формирования постстрессорных нарушений и заболеваний. В 1988 году впервые была сформулирована подтвердившаяся впоследствии гипотеза о так называемых стресс-лимитирующих системах организма, которые задействуются при активации внешних и внутренних стресс-факторов. Ключевой стресс-лимитирующей системой является опиоидная система. Также увеличение выработки эндорфинов приводит к снижению болевых ощущений.
Было установлено, что эндорфины выделяются у лабораторных животных, подвергающихся периодическим электрическим ударам в металлической клетке, иммобилизационному или холодовому стрессу. Кроме того, считается, что эндорфины производятся в организме человека во время боевых действий, спортивных соревнований и т. п., что позволяет до определённой степени игнорировать боль и мобилизовать резервы. О том, что раны победителей заживают быстрее, чем раны побеждённых, было известно ещё в Древнем Риме.
Популярное представление о том, что эндорфины являются «гормонами счастья» или «гормонами радости», базируется на том, что введение в организм наркотиков, сходных с эндорфинами, в частности морфина и других опиатов, приводит к сильной эйфории. На самом деле, эйфория вызывается побочным действием на другие нейромедиаторы, в частности дофамин. Кроме того, существуют другие сильные эйфоретики, не имеющие отношения к эндорфинам, например кокаин и MDMA, почти все они являются агонистами дофаминовых рецепторов.
Эндорфины вырабатываются в гипофизе, как правило, в ответ на боль, и могут действовать как в центральной нервной системе (ЦНС), так и в периферической нервной системе (ПНС). В ПНС бета-эндорфин - это основной эндорфин, вырабатывающийся в гипофизе.  Эндорфины препятствуют передаче болевых сигналов, связывая мю-рецепторы периферических нервов, что блокирует выработку ими нейротрансмиттер субстанции Р. Механизм в ЦНС схожий, но работает блокируя другой нейротрансмиттер:  гамма-аминомасляная кислота (ГАМК). В свою очередь, блокировка ГАМК увеличивает выработку дофамина, нейротрансмиттера, который ассоциируется с удовольствием.

## Медицинское применение
Необходимость регулирования и повышения уровня эндорфинов в организме является важной медицинской проблемой. При многих патологических состояниях и заболеваниях, особенно протекающих с выраженными болевыми синдромами, и/или на фоне депрессии, а также вообще протекающих неконструктивно и плохо поддающихся стандартному лечению, у пациентов отмечается истощение эндорфинергической системы, снижение базового уровня эндорфинов (эндорфинодефицит).
К настоящему времени известны как естественные, так и искусственные способы повышения уровня эндорфинов в организме. Прослушивание нравящейся музыки (музыкотерапия), занятия спортом, новые позитивные впечатления, поедание шоколада, занятие сексом и т. п. приводят к естественному повышению уровня эндорфинов в крови, что повышает настроение, улучшает самочувствие и психофизиологический статус. Однако это происходит только в тех случаях, когда эндорфинергические структуры функционируют нормально. Для коррекции нарушений, помощи при заболеваниях этого недостаточно. Необходимо или введение самих эндорфинов и их синтетических аналогов, или стимуляция их выработки различными способами.
В клинических исследованиях в мире в разное время были предложены методы коррекции уровня эндорфина. Так, например, в эксперименте показана определённая эффективность введения в желудочки мозга β-эндорфина, выделенного из гипофизов животных, в виде микроинъекций. При этом возникала достоверная анальгезия. В 70-х гг. XX века в США подробно изучалась прямая электростимуляция с помощью микроэлектродов стволовых структур головного мозга (вентральные ядра гипоталамуса, околоводопроводное серое вещество, ядра шва) с целью обезболивания. В дальнейшем было установлено, что именно эти структуры, получившие название антиноцицептивных, ответственны за выработку эндорфинов.
Проводились также исследования эффектов введения в кровь синтетического аналога энкефалинов (даларгина). Изучались и были доказаны эндорфинергические механизмы акупунктурной анальгезии.
В институте Рослина был создан кремниевый микрочип с перспективой использования для обезболивания — электронные имплантаты.
Методом терапии, который изначально базировался на избирательной неинвазивной активации антиноцицептивных структур, является ТЭС-терапия, эндорфинный механизм и клиническая эффективность которой были подтверждены многочисленными лабораторными и клиническими исследованиями.